# Josephine County
Josephine County je okres ve státě Oregon v USA. K roku 2010 zde žilo 82 713 obyvatel. Správním městem okresu je Grants Pass. Celková rozloha okresu činí 4 253 km². Na jihu sousedí se státem Kalifornie.

## Sousední okresy
| Růžice kompasu |                       | Douglas County       |                | Růžice kompasu |
| Růžice kompasu | Curry County          | Sever                | Jackson County | Růžice kompasu |
| Růžice kompasu | Curry County          | Josephine County     | Jackson County | Růžice kompasu |
| Růžice kompasu | Curry County          | Jih                  | Jackson County | Růžice kompasu |
| Růžice kompasu | Del Norte County (CA) | Siskiyou County (CA) |                | Růžice kompasu |